# Cephalodiscus hodgsoni
Cephalodiscus hodgsoni är en djurart som tillhör fylumet svalgsträngsdjur, och som beskrevs av Ridewood 1907. Cephalodiscus hodgsoni ingår i släktet Cephalodiscus och familjen Cephalodiscidae.
Artens utbredningsområde är Södra Ishavet. Inga underarter finns listade i Catalogue of Life.